# Paraíba
Paraíba (PB) er en mindre brasiliansk delstat, placeret i den nordøstlige del af landet
i regionen Nordeste ud til Atlanterhavet. Hovedstaden hedder João Pessoa og delstaten grænser op til 
Rio Grande do Norte, Pernambuco og Ceará. Det østligste punkt på de amerikanske kontinenter, bortset fra Grønland, Ponta do Seixas (dansk Småstensnæsset/-pynten), ligger i delstaten i byen João Pessoa.
- Wikimedia Commons har flere filer relateret til Paraíba

7°09′S 36°49′V / 7.15°S 36.82°V